# Blektjärnen (Håsjö socken, Jämtland)
Blektjärnen är en sjö i Bräcke kommun i Jämtland och ingår i Indalsälvens huvudavrinningsområde.